# La Bouilladisse
La Bouilladisse è un comune francese di 5 959 abitanti situato nel dipartimento delle Bocche del Rodano della regione della Provenza-Alpi-Costa Azzurra.

## Storia
Il comune venne creato il 6 luglio 1880 in seguito alla divisione di varie frazioni di Auriol con il nome di La Bourine, quartiere centrale dove fu insediato il primo municipio e dove il 18 gennaio 1782 era stata edificata la chiesa, aperta al culto all'inizio del 1783. L'attuale chiesa fu edificata nel 1911. L'etimologia di La Bourine deriverebbe da lièvre "lepre".
Il comune prese il nome di La Bouilladisse il 26 maggio 1909, dal nome del quartiere in cui scaturiva  la sorgente del Foux, detta Bouilladoux (da bouillonnant, "gorgogliante").

### Simboli
Gli elementi dello stemma comunale fanno riferimento alla sua nascita e alle sue lontane origini: le lettere B, una di fronte all'altra, sono le iniziali di La Bourine e di La Bouilladisse.
Un rigogolo appollaiato su un ramo di ulivo ricorda lo stemma di Auriol. I pali di rosso in campo d'oro sono simbolo della Provenza.

## Società

### Evoluzione demografica
Abitanti censiti